# アーヘン中央駅

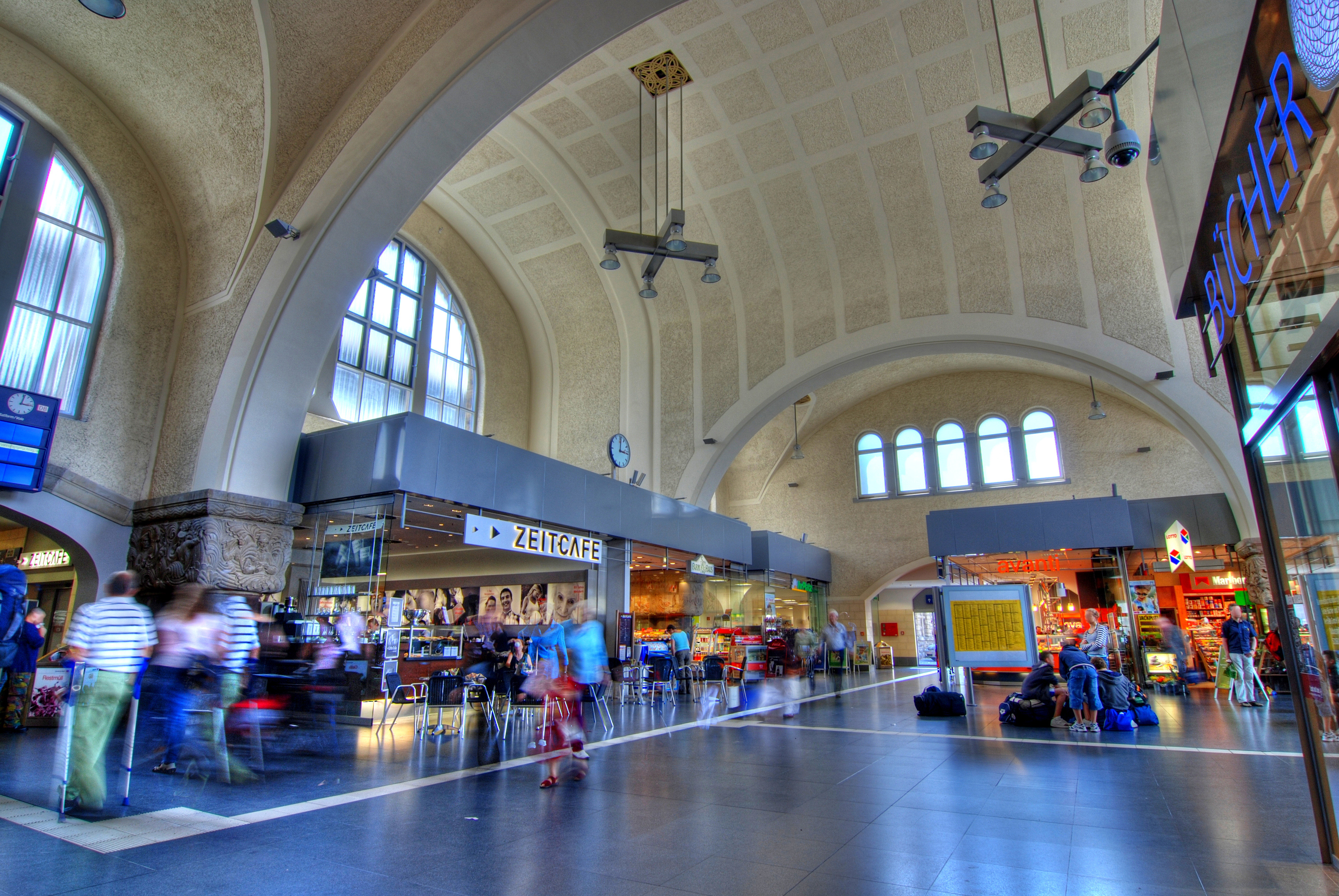
コンコース（2007年）

アーヘン中央駅 (アーヘンちゅうおうえき、ドイツ語: Aachen Hauptbahnhof) は、ドイツ・ノルトライン＝ヴェストファーレン州西部の都市アーヘンにある、主要鉄道駅。
アーヘンにある4駅中最大の駅であり、主要な長距離鉄道路線が結節している要所である。ベルギーとの国境に近く、国境を越えた先にはヘルゲンラート駅がある。

## 列車系統
- タリス (エッセン中央駅 – デュースブルク中央駅 – デュッセルドルフ中央駅 – ケルン中央駅 – アーヘン中央駅 – リエージュ＝ギユマン駅 – ブリュッセル南駅 – パリ北駅)
- 国際列車用 (フランクフルト中央駅 – フランクフルト空港駅 – ケルン中央駅 – アーヘン中央駅 – リエージュ＝ギユマン駅 – ブリュッセル北駅 – ブリュッセル南駅)
- RE 1 (NRW-Express)
  - アーヘン中央駅 – デューレン – ケルン中央駅 – デュッセルドルフ中央駅 – デュースブルク中央駅 – エッセン – ドルトムント中央駅 – ハム駅
- RE 4 (Wupper-Express)
  - アーヘン中央駅 – ライト中央駅 – メンヒェングラートバッハ中央駅 – ノイス – デュッセルドルフ中央駅 – ヴッパータール – ハーゲン中央駅 – ドルトムント中央駅
- RE 9 (Rhein-Sieg-Express)
  - アーヘン中央駅 – デューレン – ケルン中央駅 – トロースドルフ – ジークブルク – ジーゲン
- RB 20 (euregiobahn)
- RE 29 (euregioAIXpress)
  - アーヘン中央駅 – ヴェルヴィエ – リエージュ＝ギユマン駅
- RB 33 (Rhein-Niers-Bahn)
  - アーヘン中央駅 – ライト中央駅 – メンヒェングラートバッハ中央駅 – クレーフェルト – デュースブルク中央駅

## 沿革
アーヘンに最初の鉄道駅が開業したのは1841年で、ケルンからライニッシュ鉄道"Rheinische Eisenbahn"が開業した時である。ベルギー国境に近いハーベストハルに最初に延伸され、1843年10月15日にはアントウェルペンまで延長された。最初駅は市の城壁の外側に建設されたが、市の急成長に伴ってそのうち新しい建物に周りを囲まれてしまった。
プロシア国鉄道（Preußische Staatseisenbahn）は発展に対応し、新しい駅を丘側に建設することを決定した。築堤と新しい橋が1901年に建設され、1905年12月21日に新しい場所に駅が開業した。ドイツ軍が撤退する、1944年に大きな損害を被るまでは、目立った災害には遭わなかった。しかしながら、鉄道網は連合国軍にとって大変価値があるものと見られてから、復旧は早く進み1950年までには戦災の後は取り除かれた。
1966年にアーヘン中央駅は電化されている。電化方式がベルギー国鉄が直流電化3000Vでドイツ鉄道が交流電化15kVであるため、当時駅構内に黒磯駅のような切替地点の設備を設けることを決めた。6番線から9番線には切替可能な架線があり、国際運用のタリス、ICE、レギオナルエクスプレス（快速相当）などの列車が利用している。当駅のホールは2000年から2006年に掛けて改修された。2007年には推定4,000万ユーロの信号設備が追加される。

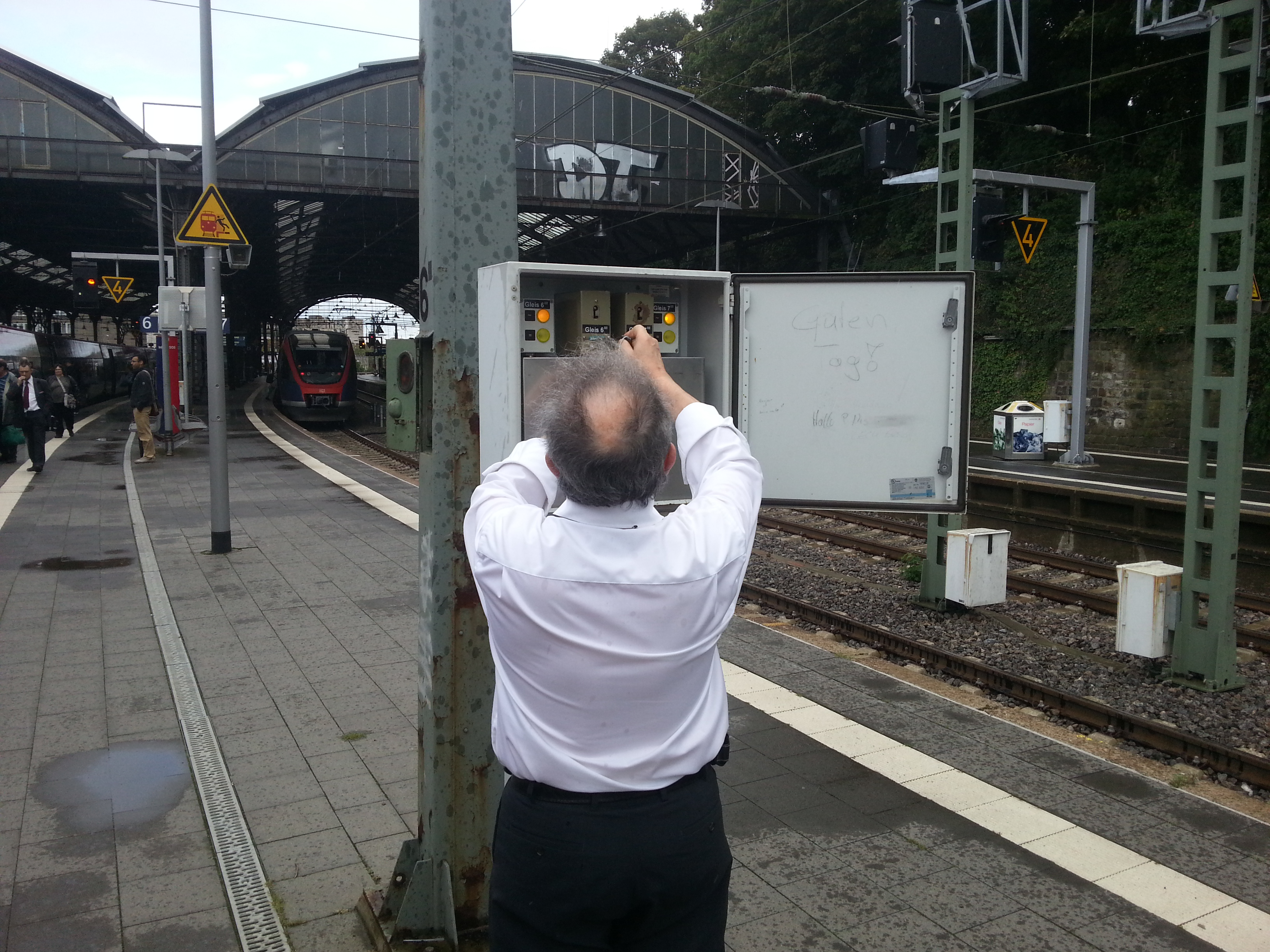
運転士が架線電圧を交流（ドイツ方式）から直流（ベルギー方式）に手動で切り替えている。

## 隣の駅
ドイツ鉄道
ケルン-アーヘン高速線（ベルギー国鉄37号線に接続）
アーヘン＝ローテ・エルデ駅 - アーヘン中央駅 - （国境） - ヘルゲンラート駅
アーヘン-メンヒェングラートバッハ線
アーヘン中央駅 - アーヘン・シャンツ駅